# Exorista aurichalcea
Exorista aurichalcea là một loài ruồi trong họ Tachinidae.